# 맨체스터 공항
맨체스터 공항(영어: Manchester Airport, IATA: MAN, ICAO: EGCC), 은 영국 그레이터맨체스터주 맨체스터 링웨이에 있는 공항이다. 2010년 이용객 기준 영국 제 4위 공항이며, 런던 지역을 제외한 영국의 공항 중 제일 붐비는 공항이자 유럽 내에서는 24위를 기록하고 있다.

## 개요
맨체스터 도심에서 남서쪽으로 16km 떨어진 곳에 있다. 약어는 MAN이다. 1938년 6월 25일 맨체스터 링웨이 공항(영어: Manchester Ringway Airport)으로 개항하였으며 1955년 현재의 명칭으로 바뀌었다. 1986년 9월 화물 터미널이 개관되었고 1996년 6월에 공항철도가 개통되었다. 취항 항공사는 96개 사이며, 국내외 총 175개 도시로 취항하고 있다.공항 면적은 607만 200m2로, 활주로는 3,048mx46m 크기의 1개가 있으며 수용 능력은 시간당 47회 운항할 수 있다. 계류장은 면적이 57만 2000m2로, 항공기 75대가 동시에 머무를 수 있으며, 주차장은 면적이 31만 4053m2로, 1만 5197대가 동시에 주차할 수 있다. 여객 터미널은 2동(50만 5000m2)으로 연간 2000만 명을 수용할 수 있으며, 화물 터미널은 1동으로 면적이 4만 4000m2이며 연간 25만 톤을 처리할 수 있다. 1997년 기준으로 항공기 운항 횟수는 연간 16만 8265회이며, 여객수는 1595만 644명이고, 화물 수송량은 9만 9027톤으로 알려져 있다. 도심에서 공항행 교통편은 약 20분 정도 걸리는 철도가 공항 내 역까지 운행되고 있으며 2002년에 완공 예정으로 트래포드바(영어: Trafordbar)에서 공항까지 21.6km 길이의 경전철 연결 사업이 진행되고 있다. 그밖에 여러 노선의 일반 버스와 택시 등이 있다. 여객 편의 시설에 호텔, 비즈니스 센터, 렌터카 시설, 전망대, 항공기 관람 주차장 등이 있다. 장애인용 시설에 청각 장애인을 위한 전용 통신 장치가 설치되어 있고 보행 장애자 시설에 휠체어 등 특수 차량과 전용 주차장이 있다. 세계 최초로 시에서 운영하던 공항이며, 1995년 IATA에서 실시한 여객 서비스 수준 및 시설 만족도 등에 대한 설문 조사에서 종합 1위를 차지해 세계 최고의 공항으로 공인받은 바 있다. 공항은 원래 맨체스터에서 관리했으나 1986년 4월 1일에 설립된 맨체스터공항공단에서 운영하고 있다.

## 운항 노선
| 항공사                                       | 목적지 | 터미널 |
| -------------------------------------------- | --- | ------ |
|                                              | 계절편 : 류블랴나 | 3      |
| 에어아린                                     | 워터포드, 골웨이, 케리 계절편: 더블린 | 1      |
| 에어링구스                                   | 더블린 | 1      |
| 에어링구스 리저널 (에어아린 운영)            | 코크, 섀넌 | 1      |
| 에어프랑스                                   | 파리(샤를 드 골) | 3      |
| 에어프랑스 (시티제트 운영)                   | 앤트워프 | 3      |
| 에어 몰타                                    | 몰타 | 2      |
| 에어트랜젯                                   | 토론토(피어슨) 계절편 : 캘거리, 밴쿠버 | 1      |
| 에어 블루                                    | 이슬라마바드 | 1      |
| 아메리칸 항공                                | 시카고(오헤어), 뉴욕(JFK) | 3      |
| 아스트라이오스 항공                          | 계절편 : 샹베리 | 1      |
| 오스트리아 항공                              | 비엔나 | 1      |
| 오리그니 항공                                | 건지 | 1      |
| BH 항공                                      | 부르가스, 두브로브니크, 소피아, 바르나 | 1      |
| 벨라비아 항공                                | 계절편 : 민스크 | 2      |
| 비맘 방글라데시 항공                         | 다카 | 2      |
| 영국항공                                     | 바젤(뮐루즈), 런던(개트윅, 히드로) 계절편: 제다, 케팔리니아, 마라케시, 니스, 팔마데마요르카, 달라만, 제네바 | 1, 3   |
| BMI 리저널                                   | 애버딘, 에든버러, 런던(히드로) | 3      |
| 영국항공 (선에어 오브 스칸디나비아 운영)     | 빌룬 | 3      |
| BA 시티 플라이어                             | 계절편: 칼리아리, 이비사, 말라가, 올비아, 팔마 | 3      |
| 블루 아일랜드                                | 저지 | 1      |
| 브뤼셀 항공                                  | 브뤼셀 | 3      |
| 시티 에어라인                                | 예테보리(랜드배티어) | 1      |
| 시티제트                                     | 앤트위프 계절편: 더블린 | 3      |
| 유나이티드 항공                              | 뉴욕(뉴어크) | 2      |
| 크로아티아 항공                              | 자그네브 계절편 : 풀라 | 2      |
| 키프로스 항공                                | 라르나카 | 1      |
| 델타 항공                                    | 애틀랜타 계절편: 뉴욕(JFK) | 2      |
| 이지젯                                       | 알리칸테, 암스테르담, 아테네, 벨파스트(인터내셔널), 베를린(쇠네펠트), 빌바오, 코펜하겐, 제네바, 예테보리(랜드베티어), 함부르크, 마드리드, 말라가, 몰타, 마라케시, 뮌헨, 팔마데마요르카, 파포스, 샤름엘셰이크, 소피아, 테네리페, 취리히 계절편 : 코르푸, 달라만, 헤라클리온, 미노르카 | 3      |
| 이지젯 스위스                                | 제네바 | 3      |
| 에미레이트 항공                              | 두바이 | 1      |
| 에티하드 항공                                | 아부다비 | 1      |
| 핀에어                                       | 헬싱키 | 1      |
| 핀에어 (플라이비 노르딕 운영)                | 헬싱키 | 1      |
| 플라이비                                     | 애버딘, 아비뇽, 벨파스트(시티), 베르주라크, 브뤼셀, 뒤셀도르프, 에든버러, 엑서터, 제네바, 글래스고(인터내셔널), 하노버, 인버네스, 맨, 저지, 라호셀르, 리모주, 밀라노(말펜사), 낭트, 뉴키, 노리치, 노크, 파리(샤를 드 골), 사우스햄튼 계절편 : 베른, 브레스트, 샹베리, 데리, 렌 계절 전세편 : 엔피다, 베로나 | 3      |
| 플라이 헬라스                                | 아테네, 라르나카 | 2      |
| 저먼윙스                                     | 쾰른(본) | 1      |
| 이베리아 항공 (에어 노스트룸 운영)           | 마드리드 | 3      |
| 아이슬란드 항공                              | 레이카비크(켸플라비크) | 1      |
| 제트투컴                                     | 알리칸테, 바르셀로나, 부다페스트, 푼샬(마데이라), 이스탄불(아타튀르크), 란사로테, 라스팔마스데그란카나리아, 무르시아, 파리(샤를 드 골), 프라하, 로마(레오나르도 다 빈치), 테네리페, 텔아비브, 툴루즈, 베니스(마르코폴로) 계절편 : 보드룸, 샹베리, 달라만, 두브로브니크, 파로, 제네바, 헤라클리온, 이비사, 코스, 라르나카, 말라가, 니스, 팔마데마요르카, 파포스, 피사(폴라), 올비아, 레우스, 로즈, 로바니에미, 잘츠부르크 | 1      |
| KLM                                          | 암스테르담 | 2      |
| KLM (KLM 시티호퍼 운영)                      | 암스테르담 | 2      |
| 리비아 항공                                  | 트리폴리 | 1      |
| 루프트한자                                   | 뮌헨, 프랑크푸르트 | 1      |
| 루프트한자 리저널 (유로웡 운영)              | 뒤셀도르프, 함부르크 | 1      |
| 루프트한자 리저널 (루프트한자 시티라인 운영) | 슈투트가르트 | 1      |
| 모나리치 항공                                | 예약편 : 알리칸테, 바르셀로나, 파로, 푸에르테벤투라, 지브롤터, 라스팔마데우스그란카나리아, 란사로테, 라르나카, 말라가, 팔마데마요르카, 샤름엘셰이크, 테네리페 예약 계절편: 달라만, 이비사, 알메리아, 안탈리아, 보드룸, 미노르카, 파포스 전세 계절편: 부르가스, 칸쿤, 하니아, 코르푸, 두브로브니크, 제네바, 고아, 그르노블, 인스부르크, 케팔로니아, 칼라마타, 룩소르, 미틸레니, 올랜도(샌포드), 프레베자, 로즈, 잘츠부르크, 샤름엘셰이크, 스키아토스, 소피아, 테네리페, 자킨토스 | 1      |
| 노르웨이 에어 셔틀                           | 오슬로(가르데르모엔) | 1      |
| 온뉴어 에어                                  | 안탈리아, 보드룸, 달라만, 에르칸 | 2      |
| 파키스탄 국제항공                            | 카라치, 라호르, 뉴욕(JFK) | 2      |
| 페가수스 항공                                | 안탈리아, 보드룸, 달라만, 에르칸, 이즈미르 | 1      |
| 카타르 항공                                  | 도하 | 2      |
| 라이언에어                                   | 알리칸테, 브레멘, 브뤼셀(샤를루아), 더블린, 파로, 프랑크푸르트(한), 히로나, 카토비체, 마드리드, 말라가, 메밍겐, 밀라노(오리오알세리오), 로마(레오나르도 다 빈치), 제슈프, 테네리페 계절편 : 베지에, 비아리츠, 이비사, 무르시아, 팔마데마요르카, 레우스, 발렌시아 | 2      |
| SATA 인테르나시오날                          | 계절편 : 폰타델가다 | 1      |
| 스칸디나비아 항공                            | 베르겐, 코펜하겐, 오슬로(가르데르모엔), 스톡홀름(알란다) | 1      |
| 싱가포르 항공                                | 휴스턴, 싱가포르 | 2      |
| I don't know                                 | 코르푸, 헤라클리온, 코스, 로도스, 스키아토스, 테살로니키, 자킨토스 | 2      |
| 스위스 국제항공                              | 취리히 | 1      |
| 스위스 국제항공 (스위스 유로에어 라인 운영)  | 바젤(뮐루즈), 제네바 | 1      |
| TAP 포르투갈                                 | 리스본 | 1      |
| 토마스쿡 항공                                | 알리칸테, 안탈리아, 캘거리, 칸쿤, 카요코코, 달라만, 파로, 푸에르테벤투라, 그란카나리아, 올긴, 후르가다, 란사로테, 룩소르, 푼샬(마데이라), 말라가, 몰타, 모나스티르, 파포스, 푼타칸나, 샤름엘셰이크, 테네리페, 토론토(피어슨), 밴쿠버, 바라데로 계절편 : 아가디르, 알메리아, 바베이도스, 반줄, 보아비스타, 보드룸, 부르가스, 코르푸, 헤라클리온, 이비사, 이즈미르, 칼라마타, 케팔로니아, 코스, 라르나카, 라스베이거스, 미노르카, 나폴리, 올랜도(샌포드), 팔마데마요르카, 프레베자, 레우스, 로즈, 로바니에미, 산타클라라, 산토리니, 스키아토스, 소피아, 테살로니키, 토리노, 자킨토스                                       | 1      |
| 토마스쿡 항공 스칸디나비아                   | 계절편 : 말뫼 | 1      |
| 톰슨 항공                                    | 아가디르, 알리칸테, 보아비스타, 칸쿤, 푸에르테벤투라, 그란카나리아, 후르가다, 란사로테, 룩소르, 푼샬(마데이라), 말라가, 몰타, 마라케시, 모나스티르, 올랜도(샌포드), 팔마데마요르카, 파포스, 푸에르플라타, 푼타칸나, 샐, 팔마, 샤름엘셰이크, 테네리페, 바라데로 계절편 : 안탈리아, 아루바, 보드름, 부르가스, 카타니아, 하니아, 코르푸, 달라만, 두브로브니크, 파로, 히로나, 헤라클리온, 올긴, 이비사, 이즈미르, 칼라마타, 카발라, 케팔로니아, 코스, 라르나카, 라로마니아, 미노르카, 미코노스, 미틸레니, 나폴리, 피사, 프레베자, 풀라, 레우스, 로즈, 산토리니, 스키아토스, 테살로니키, 베니스(마르코폴로), 베로나, 자킨토스 | 2      |
| 토르 항공                                    | 하니아, 프레베자, 코르푸, 코스, 예테보리 | 2      |
| 터키항공                                     | 이스탄불(아타튀르크) | 1      |
| 튀니스 에어                                  | 엔피다, 모나스티르 | 2      |
| US 에어웨이즈                                | 필라델피아 | 2      |
| 버진 애틀랜틱 항공                           | 바베이도스, 라스베이거스, 올랜도 | 2      |
| 캐세이퍼시픽 항공                            | 홍콩 | 2      |
| 에티오피아 항공                              | 브뤼셀, 아디스아바바 | 2      |

### 화물 노선

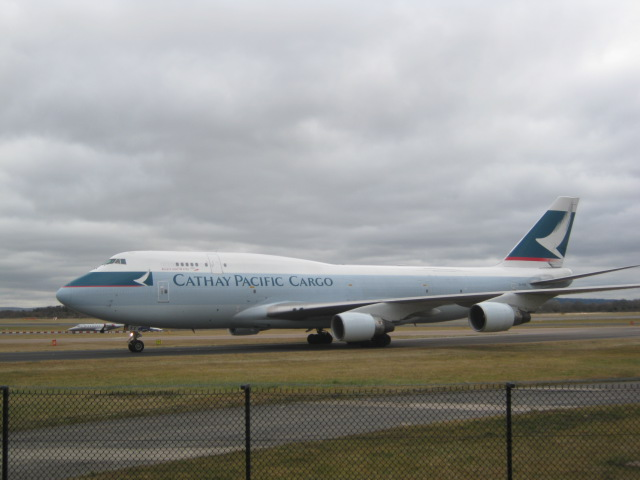
캐세이퍼시픽 항공의 보잉 747-400BCF

| 항공사                               | 목적지                                                    |
| ------------------------------------ | --------------------------------------------------------- |
| 캐세이퍼시픽 항공                    | 암스테르담, 브뤼셀, 두바이, 홍콩, 밀라노(말펜사)          |
| 중화항공                             | 아부다비, 뉴델리, 룩셈부르크, 타이페이(도원)              |
| 페덱스 익스프레스(에어컨트랙터 운영) | 더블린, 글래스고, 런던(스탠스테드), 파리(샤를 드 골)      |
| 루프트한자 카고                      | 댈러스(포트워스), 시카고(오헤어), 프랑크푸르트, 뉴욕(JFK) |
| 카고룩스                             | 룩셈부르크                                                |

## 연계 교통

### 도로 교통
- 고속도로의 경우 M56번 노선으로 맨체스터 공항을 연계한다.
- 내셔널 익스프레스에서 버스를 운행하며 맨체스터를 연계한다.

### 철도 교통
- 맨체스터 공항역이 있으며 맨체스터와 다른 지역과 연계하며 초올리턴까지 운행한다.
- 현재 맨체스터 전차 노선이 공사 중에 있으며 2016년에 개통될 예정이다.

## 구성 시설

### 터미널

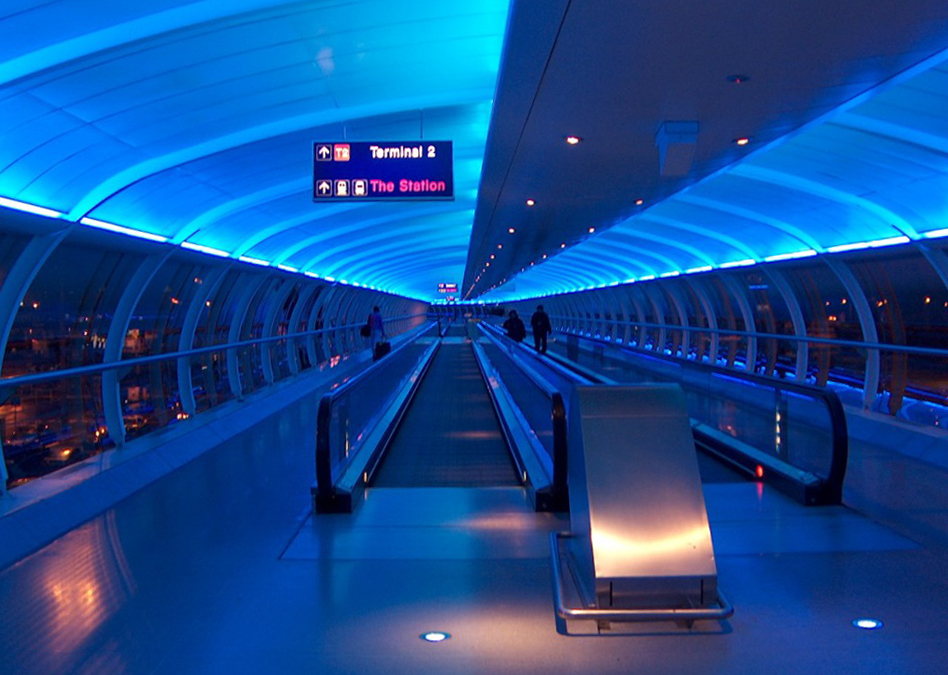
Terminal 1 스카이링크

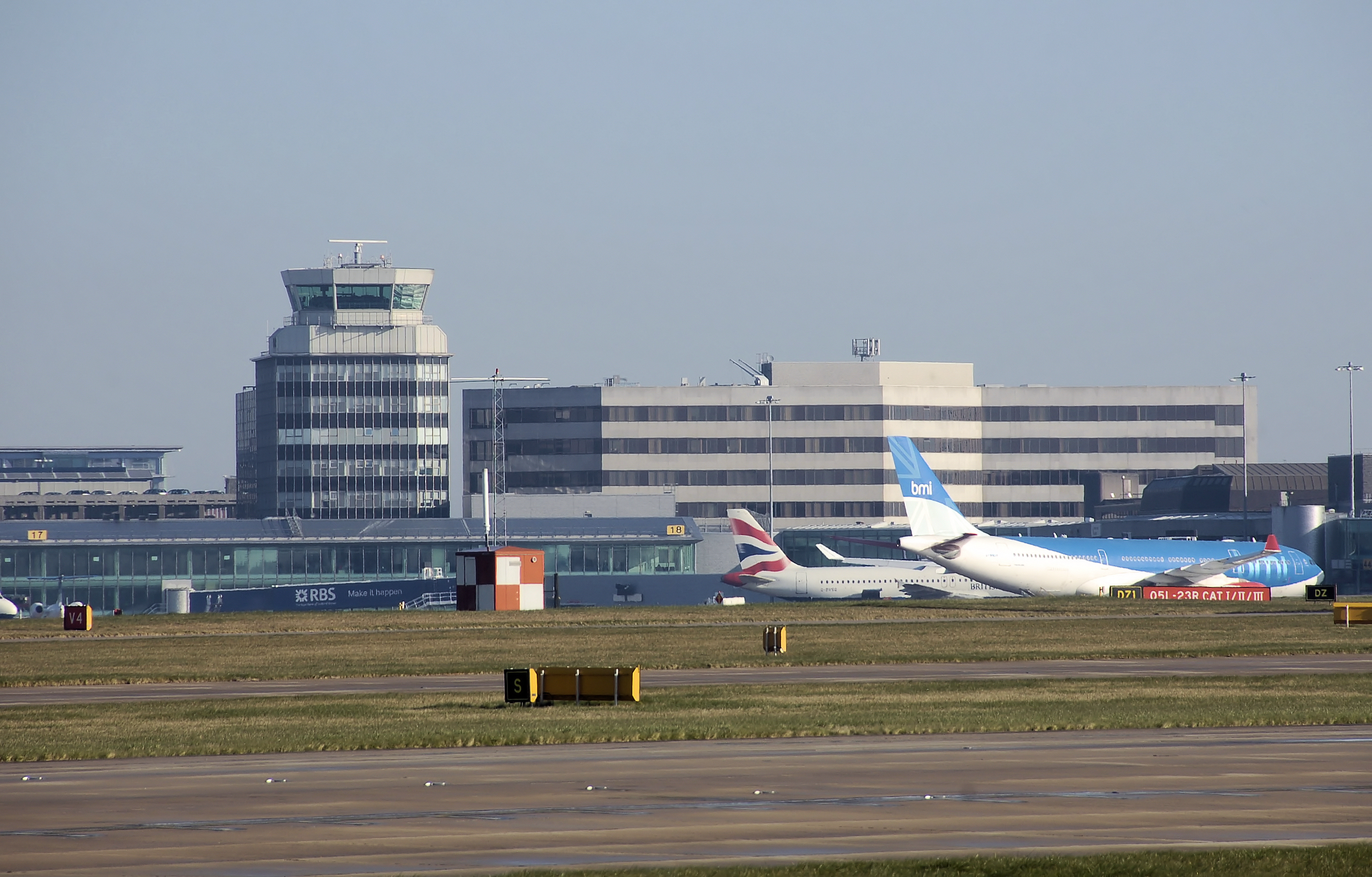
남쪽에서 바라본 공항 전경

맨체스터 공항에는 3개의 터미널(1,2,3터미널)이 존재한다. 1, 2터미널은 스카이링크skylink로 이어져 있으며, 무빙워크가 있어 다른 터미널로 이동하는데 10분에서 15분 정도 소요된다. 1 터미널과 3터미널 역시 지붕이 덮인스카이링크로 연결되어 있다. 또한 터미널과 공항철도역, 그리고 래디슨 호텔과 연결되어 있기도 하다.

## 통계

### 이용객 추이
|                                                                                         | 승객 수    | 이동 수 | 화물 (톤) |
| --------------------------------------------------------------------------------------- | ---------- | ------- | --------- |
| 1997                                                                                    | 15,948,454 | 147,405 | 94,318    |
| 1998                                                                                    | 17,351,162 | 162,906 | 100,099   |
| 1999                                                                                    | 17,577,765 | 169,941 | 107,803   |
| 2000                                                                                    | 18,568,709 | 178,468 | 116,602   |
| 2001                                                                                    | 19,307,011 | 182,097 | 106,406   |
| 2002                                                                                    | 18,809,185 | 177,545 | 113,279   |
| 2003                                                                                    | 19,699,256 | 191,518 | 122,639   |
| 2004                                                                                    | 21,249,841 | 208,493 | 149,181   |
| 2005                                                                                    | 22,402,856 | 217,987 | 147,484   |
| 2006                                                                                    | 22,422,855 | 229,729 | 148,957   |
| 2007                                                                                    | 22,112,625 | 222,703 | 165,366   |
| 2008                                                                                    | 21,219,195 | 204,610 | 141,781   |
| 2009                                                                                    | 18,724,889 | 172,515 | 102,543   |
| 2010                                                                                    | 17,759,015 | 147,032 | 115,922   |
| 출처: Civil Aviation Authority (United Kingdom) United Kingdom Civil Aviation Authority |            |         |           |

### 맨체스터 공항에서 붐비는 노선
| 순위 | 공항             | 여객(명) | 추이 (여객/전년대비) 2009 / 10 |
| ---- | ---------------- | -------- | ------------------------------ |
| 1    | 테네리페         | 596,912  | 2.6                            |
| 2    | 두바이           | 565,575  | 8.4                            |
| 3    | 달라만           | 559,875  | 13.5                           |
| 4    | 더블린           | 551,285  | 15.9                           |
| 5    | 팔마데마요르카   | 500,814  | 11.9                           |
| 6    | 알리칸테         | 449,554  | 8.1                            |
| 7    | 샴엘세이크       | 442,817  | 9.8                            |
| 8    | 파리(샤를 드 골) | 441,341  | 0.7                            |
| 9    | 암스테르담       | 437,279  | 7.0                            |
| 10   | 말라가           | 395,906  | 26.0                           |
| 11   | 올랜도           | 365,893  | 3.8                            |
| 12   | 프랑크푸르트     | 329,973  | 0.2                            |
| 13   | 란사로테         | 313,534  | 4.8                            |
| 14   | 뮌헨             | 286,985  | 70.3                           |
| 15   | 파루             | 279,076  | 15.8                           |
| 16   | 취리히           | 256,423  | 23.0                           |
| 17   | 보드룸           | 255,003  | 8.2                            |
| 18   | 라르나카         | 252,157  | 2.6                            |
| 19   | 파포스           | 250,569  | 7.9                            |
| 20   | 코펜하겐         | 211,588  | 28.9                           |

| 순위 | 공항                 | 여객(명) | 추이 (여객/전년대비) 2009 / 10 |
| ---- | -------------------- | -------- | ------------------------------ |
| 1    | 런던(히드로)         | 799,264  | 12                             |
| 2    | 런던(개트윅)         | 246,842  | 14                             |
| 3    | 벨파스트(시티)       | 226,516  | 1                              |
| 4    | 에든버러             | 126,653  | 20                             |
| 5    | 맨                   | 125,845  | 11                             |
| 6    | 벨파스트(인터내셔널) | 95,098   | 22                             |
| 7    | 애버딘               | 93,126   | 11                             |
| 8    | 저지                 | 86,684   | 8                              |
| 9    | 건지                 | 69,530   | 7                              |
| 10   | 글레스고(인터내셔널) | 68,315   | 32                             |